# Сигма Северной Короны
Сигма Северной Короны, (σ Северной Короны, Sigma Coronae Borealis, σ Coronae Borealis), сокращ. Sigma CrB, σ CrB — кратная звёздная система в созвездии Северной Короны. Звезда имеет видимую звёздную величину +5.23m, и, согласно шкале Бортля, видна невооружённым глазом даже на засвеченном пригородном небе (англ. Bright suburban sky).
Из измерений параллакса, полученных во время миссии Gaia, известно, что основная пара звёзд, которые обозначаются σ1 и σ2 удалена примерно на 73,88 св. лет (22,65 пк) от Земли. Однако у звезды имеется ещё один компонент σ Северной Короны C, который удалён примерно на 76, св. лет (23,3 пк) от Земли. Звезда наблюдается севернее 57° ю.ш, то есть видна практически на всей территории Земли, за исключением Антарктиды. Лучшее время для наблюдения — май.
Сигма Северной Короны движется несколько быстрее относительно Солнца, чем остальные звёзды: её радиальная гелиоцентрическая скорость: −11 км/с, что на 10 % быстрее скорости местных звёзд Галактического диска, а также это значит, что звезда приближается к Солнцу. Сама звезда по небесной сфере движется на северо-восток.
На данный момент звезда различными методами разрешается на девять компонент. При наименовании этих компонент используют обозначения Сигма Северной Короны «AB», «AC», «AD», «AE», «BD», «Ea,Eb» и «EF» согласно конвенции, используемой Вашингтонским каталогом визуально-двойных звёзд (WDS) и принятой Международным астрономическим союзом (МАС), для обозначения звёздных систем.

## Свойства кратной системы
В телескоп звезда Сигма Северной Короны видна, как две очень похожие на Солнце карликовые звезды, расположенные в 7 секундах дуги друг от друга: звезда пятой величины (5.55) — σ2 Северной Короны (компонент A) и шестой величины (6.419) — σ1 Северной Короны (компонент B). Третий компонент C виден как звезда с видимой звёздной величиной +17m.
|  |  |  |  |    |  |                       |  | Aa                        |  |
|  |  |  |  |    |  |                       |  |                           |  |
|  |  |  |  |    |  |                       |  | T = 1.1 дн. a = 1.225 mas |  |
|  |  |  |  |    |  |                       |  |                           |  |
|  |  |  |  |    |  |                       |  | Ab                        |  |
|  |  |  |  |    |  |                       |  |                           |  |
|  |  |  |  |    |  | T = 726 лет a = 5.26″ |  |                           |  |
|  |  |  |  |    |  | B                     |  |                           |  |
|  |  |  |  |    |  |                       |  |                           |  |
|  |  |  |  |    |  |                       |  |                           |  |
|  |  |  |  | Ca |  |                       |  |                           |  |
|  |  |  |  |    |  |                       |  |                           |  |
|  |  |  |  |    |  | T = 52 года a =0.111″ |  |                           |  |
|  |  |  |  |    |  |                       |  |                           |  |
|  |  |  |  | Cb |  |                       |  |                           |  |
|  |  |  |  |    |  |                       |  |                           |  |

В первом приближении Сигма Северной Короны представляет собой двойную систему, в которой два компонента вращаются вокруг общего центра масс, или барицентра, с периодом 726 ± 62 года и очень большим эксцентриситетом равным 0.72. Они вращающиеся вокруг барицентра, на угловом расстоянии в среднем не менее 5,26 секунды дуги, что на расстоянии 73,9 св. лет соответствует физическому размеру большой полуоси порядка 119 а.е. Звёзды, обладая таким большим эксцентриситетом, то сближаются на минимальное расстояние порядка 33,3 а.е. (то есть практически на орбиту, где в Солнечной системе находится Нептун, чьё расстояние до Солнца равно 30,06 а.е.), то удаляются на максимальное расстояние примерно 342,3 а.е., (то есть гораздо дальше, чем та орбита, где в Солнечной системе находится Эрида, чьё расстояние до Солнца равно 67,7 а.е.). Наклонение орбиты в системе Сигма Северной Короны не очень большое — 32,3 °.
Очень быстрое вращение и конвекция звёздных газов вверх и вниз вызывают активный звёздный магнетизм, звёздные пятна и магнитные вспышки. Быстрые вращения пары σ2 Северной Короны, чуть более чем в 10 раз превышающие вращение Солнца, вызывают гораздо большую активность, что позволяет отнести систему σ2 Северной Короны к классу переменных звёзд типа RS Гончих Псов, таких как Эпсилон Малой Медведицы и Лямбда Андромеды, которые являются молодыми активными звёздами. Сложный анализ с помощью спектрографа обнаруживает огромные звёздные пятна, которые проходят по линии прямой видимости, когда звезды вращаются. Причём звёзды настолько активны, что система даже наблюдается в радиодиапазоне. Звезда испытывает переменность, во время которой её яркость падает на 0.05m. Период переменности равен периоду вращения звёзд и составляет 1.139789 суток. Звезда имеет обозначение TZ Северной Короны.
Возраст Сигма Северной Короны можно оценить, исходя из следующих соображений: хотя возраст пары звёзд Сигма Северной Короны A оценивается от 0.5 до 1,5 млрд. лет, а также возраст Сигма Северной Короны B оценивается от 1 до 3 млрд. лет, однако возраст Сигма Северной Короны C оценивается в 2,95 млрд. лет. Таким образом, учитывая, что вся система должна была образовываться одновременно и учитывая, что система Сигма Северной Короны A объективно является молодой и активной, примерный возраст всей звёздной системы Сигма Северной Короны, всё таки, следует оценить в ~1 млрд. лет. То есть возраст Сигма Северной Короны C в 2,95 млрд. лет можно объяснить либо ошибкой интерпретации, либо гравитационным захватом звезды, подобном гравитационному захвату астероида.

### Компонент A
| Параметр            |   | Значение            |
| ------------------- | - | ------------------- |
| Период              | P | 1,139 д.            |
| Большая полуось     | a | 1,225 ± 0,013 mas   |
| Эксцентриситет      | e | 0.0                 |
| Наклонение          | i | 28,08 ± 0,34 °      |
| Узел                | Ω | 207,93 ± 0,67 °     |
| Эпоха периастра     | T | 2 450 127,04855(20) |
| Аргумент перицентра | ω | 0,0 °               |

Сигма Северной Короны A является двойной звездой, которую отлично видно с помощью спектрографа, с помощью которого их можно разделить на Сигма Северной Короны Aa и Сигма Северной Короны Ab. Обе звезды вращаются очень близко друг от друга: период их вращения составляет всего 1,14 дня (1 день 3 часа 21 минута). Период в сочетании с общей массой системы показывает, что большая полуось орбиты составляет всего 0,028 а.е. или 6 солнечных радиусов. Эти параметры были получены с помощью оптического интерферометра CHARA в обсерватории Маунт-Вильсон. По состоянию на 2006 год это была самая слизкая близкая двоичная система, которая была разрешена.
Обе звезды являются карликами спектрального класса F6V и G1V. Обе звезды очень похожи на наше Солнце: они излучают энергию со своей внешней атмосферы при эффективной температуре 6050 ± 150 и 5870 ± 150. Также обе звезды тмеют массы равные 1,137 {\displaystyle M_{\bigodot }} и 1,09 {\displaystyle M_{\bigodot }}, а их радиусы равны 1,244 {\displaystyle R_{\bigodot }}. Также звезды несколько ярче нашего Солнца, их светимости составляют 1,17 {\displaystyle L_{\bigodot }} и 1,02 {\displaystyle L_{\bigodot }}. Близость звёзд вызывает приливы, которые заставляют каждую из звёзд вращаться очень быстро, с периодами 1,157 дней или же 26 км/с, почти синхронизированными с периодом обращения.
Звёзды имеет равную поверхностную гравитацию 4,5 СГС или 316,2 м/с2, то есть несколько больше, солнечной (274,0 м/с2). Звезды, имеющие планеты, имеют тенденцию иметь большую металличность по сравнению Солнцем, но Сигма Северной Короны Aa имеет точно такое же значение металличности как и у Солнца: содержание железа в ней относительно водорода составляет 100 % от солнечного значения.
Для того чтобы планета, аналогичная нашей Земле, получала бы примерно столько же энергии, сколько она получает от Солнца, её надо было бы поместить на расстоянии 1,51 а.е., то есть практически туда, где в Солнечной системе находится Марс, чья большая полуось равна 1,52 а.е. Причём с такого расстояния, пара звёзд Сигма Северной Короны A выглядела бы почти на 29 % меньше нашего Солнца, каким мы его видим с Земли — 0,38° (угловой диаметр нашего Солнца — 0,5°).

### Компонент B
Сигма Северной Короны B — карлик, спектрального класса G1V, что указывает на то, водород в ядре звезды служит ядерным «топливом», то есть звезда находится на главной последовательности. Звезда излучает энергию со своей внешней атмосферы при эффективной температуре около 5950 ± 100 K, что придаёт ей характерный жёлтый цвет звезды спектрального класса G.
Масса звезды равна солнечной и составляет: 1,0 {\displaystyle M_{\bigodot }}. Звезда имеет поверхностную гравитацию 4,5 СГС или 316,2 м/с2, то есть несколько больше, чем на Солнце (274,0 м/с2). Скорость вращения звезды порядка 3 ± 2 км/с, что даёт период вращения звезды порядка 17 дней.

### Компонент C
| Параметр            |   | Значение |
| ------------------- | - | -------- |
| Период              | P | 52 г.    |
| Большая полуось     | a | 0,111 "  |
| Эксцентриситет      | e | 0.36     |
| Наклонение          | i | 59 °     |
| Узел                | Ω | 30 °     |
| Эпоха периастра     | T | B 1963,0 |
| Аргумент перицентра | ω | 127      |

Компонент Сигма Северной Короны C сам является двойной звездой со спутником на 52-летней орбите. Поскольку эксцентриситет орбиты довольно большой и равен 0.36, звёзды то сходятся на угловое расстояние 0,071 ", то расходятся угловое расстояние 0,151 ".
Сигма Северной Короны Ca, также известная как HIP 79551, является красным карликом спектрального класса M2.5V. Звезда излучает энергию со своей внешней атмосферы при эффективной температуре около 3454 К. Её масса типична для красного карлика и равна 0,423 {\displaystyle M_{\bigodot }}. Звезда имеет поверхностную гравитацию 5,0 СГС или 1000 м/с2, то есть более чем в 3 раза больше солнечной (274,0 м/с2), что, по-видимому, объясняется малым радиусом звезды. Сигма Северной Короны Ca имеет не очень высокое значение металличности: содержание железа в ней относительно водорода составляет [Fe/H=−0.06] или 87 % от солнечного значения. Компаньон, Сигма Северной Короны Cb, был обнаружен в 2001 году с помощью астрометрии и его масса равна 0,1 {\displaystyle M_{\bigodot }}.

## История изучения кратности звезды
Двойственность звезды была открыта в 1822 году В. Я. Струве (компонент AB) и звезда вошла в каталоги как STF 2032 . Однако, ещё в 1780 году был открыт компонент AC, который в то время ещё не ассоциировался со звездой STF 2032. В 1825 году была открыта четырёхкратность звезды (компонент AD). В 1828 году была открыта пятикратность заезды (компонент BD). Затем в 1916 году был открыт компонент AE и звезда STF 2032 стала шестикратной. Затем в 1998 году был открыт маленький спутник EF у компонента E. И, наконец, сам компонент E был разрешён на компоненты Ea и Eb. Согласно Вашингтонскому каталогу визуально-двойных звёзд, параметры этих компонентов приведены в таблице:
| Компонент | Год  | Количество измерений | Позиционный угол | Угловое расстояние | Видимая звёздная величина 1 компонента | Видимая звёздная величина 2 компонента |
| AB        | 1822 | 1114                 | 70°              | 1.5″               | 5.62m                                  | 6.49m                                  |
| AB        | 1827 | 1114                 | 89°              | 89.3″              | 5.62m                                  | 6.49m                                  |
| AB        | 1988 | 1114                 | 233°             | 6.6″               | 5.62m                                  | 6.49m                                  |
| AB        | 2018 | 1114                 | 239°             | 7.3″               | 5.62m                                  | 6.49m                                  |
| AC        | 1780 | 16                   | 245°             | 24″                | 5.62m                                  | 13.1m                                  |
| AC        | 1851 | 16                   | 234°             | 21.2″              | 5.62m                                  | 13.1m                                  |
| AC        | 1984 | 16                   | 103°             | 18″                | 5.62m                                  | 13.1m                                  |
| AC        | 2015 | 16                   | 93°              | 26.2″              | 5.62m                                  | 13.1m                                  |
| AD        | 1825 | 118                  | 91°              | 42.2″              | 5.62m                                  | 10.78m                                 |
| AD        | 1836 | 118                  | 89°              | 43.8″              | 5.62m                                  | 10.78m                                 |
| AD        | 1984 | 118                  | 84°              | 84.4″              | 5.62m                                  | 10.78m                                 |
| AD        | 2015 | 118                  | 82°              | 93.5″              | 5.62m                                  | 10.78m                                 |
| AE        | 1916 | 16                   | 241°             | 633.7″             | 5.62m                                  | 12.31m                                 |
| AE        | 2015 | 16                   | 241°             | 634.8″             | 5.62m                                  | 12.31m                                 |
| BD        | 1828 | 71                   | 89°              | 43.3″              | 6.49m                                  | 10.78m                                 |
| BD        | 1911 | 71                   | 82°              | 67.1″              | 6.49m                                  | 10.78m                                 |
| BD        | 1923 | 71                   | 83°              | 71.3″              | 6.49m                                  | 10.78m                                 |
| BD        | 2015 | 71                   | 80°              | 100.2″             | 6.49m                                  | 10.78m                                 |
| Ea,Eb     | 2008 | 7                    | 321°             | 0.3″               | 12.4m                                  | 15.0m                                  |
| Ea,Eb     | 2014 | 7                    | 12°              | 0.4″               | 12.4m                                  | 15.0m                                  |
| EF        | 1998 | 4                    | 241°             | 35.6″              | 12.34m                                 | 14.85m                                 |
| EF        | 2015 | 4                    | 239°             | 30.7″              | 12.34m                                 | 14.85m                                 |

Обобщая все сведения о звезде, можно сказать, что у звезды Сигма Северной Короны A точно есть спутник Сигма Северной Короны B, звезда 6-й величины, которая вращается вокруг звезды Сигмы Северной Короны A и связана с ней гравитационно. Так же у звезды, практически наверняка есть третий компаньон Сигма Северной Короны C (который в таблице обозначен AE), который сам является двойной звездой (Ea,Eb). А вот про движение других спутников, то есть о компаньонах «С», «D» и «BD», звёзд 13-й и 10-й величины, лежащих на угловых расстояниях 26.2, 93.5 и 100.2 секунд дуги, можно сказать, что они двинуться слишком быстро для орбитального движения, что делает «спутники», по-видимому, просто звёздами, лежащими на линии прямой видимости. Также и про компаньон «EF», звезду 14-й величины, лежащей на угловом расстоянии 30.7 секунд дуги, пока ничего определённого сказать нельзя: возможно, что компаньон Сигма Северной Короны C сам является тройной звездой.

## Ближайшее окружение звезды
Следующие звёздные системы находятся на расстоянии в пределах 20 световых лет от звезды Сигма Северной Короны (включены только: самая близкая звезда, самые яркие (<6,5m) и примечательные звёзды). Их спектральные классы приведены на фоне цвета этих классов (эти цвета взяты из названий спектральных типов и не соответствуют наблюдаемым цветам звёзд):
| Звезда              | Спектральный класс | Расстояние, св. лет |
| Глизе 612.1         | M0 V               | 5,7                 |
| Ро Северной Короны  | G0 V               | 14,26               |
| 14 Геркулеса        | K0 V               | 16,14               |
| Эта Северной Короны | G2 V               | 16,47               |

Рядом со звездой, на расстоянии 20 световых лет, есть ещё порядка 15 красных, оранжевых карликов и жёлтых карликов спектрального класса G, K и M которые в список не попали.